# Мустанг
 Тази статия е за разновидността коне.  За модела автомобили вижте Форд Мустанг.  
Мустангите (Equus przewalskii f. caballus) са диви коне, наследници на пренесените в Северна Америка от испанците през 16 век опитомени иберийски коне, кръстосани с други породи, подивели и размножаващи се в прерията. Името „мустанг“ идва от испанската дума mesteño, която означава „бездомно“ или „диво животно“, изведено от израза la mesta – „принадлежи на всички и на никого“.

## История
Примитивни коне са живеели в Северна Америка още в праисторически времена, преди около 5 млн. години. Видът им измира в края на последния ледников период, преди около 10 – 12 хил. г., вероятно поради промени в климата или под въздействие на пристигналите на континента през плейстоцена хора. Завръщането на конете в Северна и Южна Америка започва с Колумб, който през второто си пътуване през 1493 г. внася опитомени коне от Испания. Коне са внесени и с пристигането на испанските конкистадори на Ернан Кортес през 1519 г. Всички тези коне произхождат от древните коне на Северна Америка, наследници на онези от тях, които по време на ледниковия период са преминали през Беринговия провлак и са се разселили из Азия, Африка и Европа.
Първият мустанг е произлязъл от разпространените в Мексико и Флорида предимно андалуска, арабска и берберска породи коне. С началото на колониалната епоха в Америка пристигат все повече изследователи, търговци и колонисти, съпроводени с техните различни породи коне. Някои от тези коне избягали, други били освободени, а трети били откраднати от индианците, които приели коня като първостепенно средство за транспорт. Тези коне се присъединили към вече подивелите коне на Колумб и Кортес и бързо се разпространили в целия северозапад на Америка.
В средата на 19 век популацията на мустангите надхвърлила 2 милиона. Тяхната издръжливост, сила и бързо размножаване била оценена от местните заселници, които започнали да ги ловят, обяздват и използват за работа във фермите, за транспорт и за военни цели. През 1930-те години милиони тонове месо от мустанги било преработено в храна за домашни любимци. В началото на 1970-те години броят на свободните мустанги спаднал на по-малко от 10 хил. Превръщането им в свободно избивано, тровено и опитомявано животно провокирало приемането на първия федерален закон от 1971 г. в тяхна защита. Законът забранява улавянето, дамгосването, измъчването и убиването на мустанги.

## Генетика
Много индиански племена са отглеждали и селектирали мустанги. Сред най-способните коневъди на Северна Америка били команчите, шошоните и не-персе. Последните били майстори коневъди, развили една от първите истински американски породи – апалуза.
В някои съвременни стада съществуват ясни доказателства за кръстоската между домашни породи коне с диви мустанги. За други стада е видима кръстоската с чистокръвни състезателни коне – процес, който частично води до създаването на американската породата куортър (American Quarter Horse). Трети стада показват признаци на кръстоска с породи товарни коне в резултат от опита на заселниците да селектират работен кон, а при четвърти, по-изолирани стада, се е запазило силното влияние на оригиналните иберийски породи.
Днешните мустанги са резултат от многовековна свободна селекция, при която отпаднали недостатъците на чистокръвните породи, а се засилили качества и белези, подпомагащи тяхната издръжливост и оцеляване. Мустангите няма еднакъв цвят на кожата, който да е характерен за всички индивиди. Те са сравнително малки, компактни, с добре развита костна система, набита и мускулеста структура на тялото, а височината при плешката им достига до 1,4 м. Имат остри зъби и силна челюст, с която сдъвкват жилавата растителност. Изострените сетива на мустангите им помагат бързо да реагират на всяка опасност.

## Начин на живот и хранене
Мустангите живеят на стада, включващи 1 жребец, до 8 кобили, малки кончета и млади коне. Водач на стадото по принцип е най-възрастната кобила. Членовете на стадото общуват помежду си с тихо цвилене, а със силно сумтене предупреждават за опасност. Понякога, за да се защитят от нападения, те се присъединяват към други стада, намиращи се в близост до тяхната територия. При пряка опасност мустангите образуват защитен кръг около своите малки. Цвилейки силно и ритайки с копита, те се стремят да прогонят нападателя. Естествените им врагове са мечките, койотите, вълците и пумите.
Подобно на другите представители от семейство коне мустангите са растителноядни. Те са изключително приспособени към средата си, като могат да издържат с дни без храна и вода. Територията, която обитават, им осигурява предимно бедни на хранителни вещества треви, конски босилек и хвойнови храсти. При недостиг на вода извличат животворната течност, дъвчейки бодливи кактуси.

## Размножаване
Мустангите достигат полова зрялост на 3-годишна възраст. Повечето мъжки образуват харем след шестата си година. Размножават се през месец април до месец юни. Бременността при женската трае 11 месеца, като тя ражда едно малко в избрано от нея скрито място. Кончето се изправя на крака няколко часа след раждането, а след два-три дни заедно с кобилата се връщат в стадото. Жребецът прогонва младите мъжки, когато достигнат полова зрялост. Младите кобили сами напускат стадото, за да образуват такова на нова територия.

## Мустангът днес
В резултат от прекомерната злоупотреба на човека към 1971 г. мустангите били почти изтребени като вид. Те изчезват в някои щати на Америка, а днес се срещат в слабо населените територии на 10 западни щата, най-вече в Невада, Монтана, Уайоминг и Орегон. Опазването им и контролирането на техния брой е поверено на Бюрото по управление на държавните земи (БУДЗ).
Днес продължават дебатите за бъдещето на мустангите. Противниците им – предимно стопани, зависещи от животновъдната индустрия, твърдят, че дивите коне конкурират частния добитък при ползването обществените пасища в ущърб на последните. Поддръжниците от своя страна застъпват мнението, че мустангите са част от природното наследство на Американския запад, следователно за тях е присъщо правото на обитаване. Стадата живеят основно в сухи райони – територия, която говедата поради липса на водни източници не могат да използват пълноценно. Те са се интродуктирали отлично към тази сурова среда и се изхранват пълноценно от бедните на фуражи площи – там където добитъкът би гладувал.
За да се намали броят на дивите мустанги, всяка година между 5 и 10 хил. животни биват премествани от местообитанията си. Някои, след като бъдат обучени, се продават на търг, други са осиновявани или премествани в резервати, а трети – определени за „негодни“, се умъртвяват. Към днешна дата 30 хил. мустанги живеят в загражденията на БУДЗ – приблизително толкова, колкото живеят и на свобода. Обсъжда се приемането на евтаназията, като възможно средство за разрешение на проблема.